# Конейн, Мерел
Мерел Конейн (нидерл. Merel Conijn; род. 19 октября 2001 года, Эдам, Нидерланды) — нидерландская конькобежка, специализирующаяся в классическом многоборье. Чемпионка мира среди юниоров, чемпионка Нидерландов 2022 года в многоборье. Выступает с 2022 года за команду "Jumbo-Visma".

## Спортивная карьера
Мерел Конейн начала кататься на коньках в раннем детстве, потому что это казалось ей забавным. Заниматься конькобежным спортом начала в возрасте 10-ти лет в провинциальном клубе "STG Koggenland En Purmerend" в Пюрмеренде. В сезоне 2015/16 году стала участвовать в юниорском чемпионате Нидерландов, а в 2019 году выиграла многоборье среди юниоров и присоединилась к региональной команде "RTC Noordwest".
В сезоне 2019/20 молодая конькобежка дебютировала на Кубке мира среди юниоров и на юниорском чемпионате мира в Томашув-Мазовецком, где выиграла бронзовые медали на дистанциях 1500, 3000 м и в масс-старте, а также золотую медаль в командной гонке. В 2020 году перешла в команду "TalentNED". В марте 2021 года Конейн заключила на 1 год контракт с командой Кости Полтавца и Рутгера Тийссена "Team Worldstream Corendon" и приняла участие на чемпионате Нидерландов на взрослом уровне. 
В декабре того года не смогла пройти квалификацию на олимпиаду в Пекине, заняв 4-е места на дистанциях 3000 и 5000 м, но поехала туда в качестве запасной. Уже в 2022 году стала чемпионкой Нидерландов в многоборье и вошла в состав сборной на чемпионат мира в Хамаре, где заняла 6-е место в сумме многоборья.
Летом 2022 года Конейн перешла из "Team Worldstream Corendon" в команду "Jumbo-Visma" под руководством Жака Ори. Перед началом сезона переболела коронавирусом, поэтому на Кубок мира сезона 2022/23 попала не в лучшей форме. На чемпионате Нидерландов 2023 года в многоборье заняла лишь 6-е место.

## Личная жизнь
Мерел Конейн проходит обучение в Амстердамском университете в области коммуникации и науки. 